# Polineuropatia amiloïdòtica familiar
La polineuropatia amiloïdòtica familiar (PAF), síndrome d'Andrade o amiloïdosi hereditària relacionada amb la transtiretina, és una malaltia genètica que afecta el sistema nerviós perifèric i s'hereta de pares a fills amb un patró autosòmic dominant. La malaltia s'esdevé perquè el fetge produeix una proteïna anormal anomenada substància amiloide que es diposita al sistema nerviós i que, amb el temps, produeix una neuropatia sensitiva, motriu i autonòmica.

## Descobriment
Els primers casos es van detectar al començament del segle XVI al nord de Portugal i se l'anomenà "mal dels peus". En un poble de pescadors, Póvoa de Varzim, hi havia algunes famílies que, per causes que ningú no coneixia, començaven a arrossegar els peus i després tenien dificultats en la mobilitat de les mans fins que, més endavant, ja no podien caminar fins que, finalment, morien. Atribuïen aquests fets al destí, a un càstig de Déu o fins i tot al dimoni.
Abans de la generalització de les anàlisis genètiques moleculars, les amiloïdosis hereditàries van ser agrupades en quatre tipus diferents, segons la simptomatologia i la procedència geogràfica dels malalts:
- Tipus 1: Corresponent a la síndrome d'Andrade i també anomenat PAF portuguesa o de Portugal/Suècia/Japó.
- Tipus 2: PAF d'Indiana/Suïssa o de Maryland/Alemanya.
- Tipus 3: PAF d'Iowa.
- Tipus 4: PAF finlandesa.

La polineuropatia amiloïdòtica familiar de tipus 1 (PAF tipus 1) va ser descrita per primera vegada pel neuròleg portuguès Mário Corino da Costa de Andrade el 1952, i per això també es coneix com la malaltia d'Andrade.
La PAF tipus 1 és una amiloïdosi (acumulació d'una substància proteica denominada amiloide) hereditària que afecta el teixit connectiu i, especialment, el sistema nerviós perifèric, és a dir, les cèl·lules nervioses i els nervis que connecten els òrgans. El 1978 Costa i altres van demostrar que la proteïna que s'acumulava era una prealbúmina anormal denominada transtiretina (TTR), encarregada normalment del transport de substàncies com l'hormona tiroxina (T4) produïda per la glàndula tiroide i el retinol. El 1983, Saraiva i altres van demostrar que l'anomalia produïda en aquesta prealbúmina consistia en la substitució d'un aminoàcid valina per un aminoàcid metionina en la posició 30 de la cadena dels 127 aminoàcids que formen aquesta proteïna de transport. Els científics anomenaren l'esmentat amiloide transtiretina metionina 30 (TTR Met 30), també coneguda com a transtiretina valina-metionina 30 (TTR ValMet 30). La mutació Val30Met és la més freqüent en aquesta malaltia, però és coneixen moltes altres (lle107Val, His88Arg, Phe33Leu o Ser50Arg, per exemple), les quals presenten trets fenotípics i clínics singulars. Si la PAF no es tracta de forma adequada, la mort esdevé uns 10-15 anys després de l'inici dels primers símptomes.
Eventualment, la PAF apareix en persones nascudes a zones no endèmiques.

## Símptomes generals de la malaltia d'Andrade
Els símptomes més freqüents de la malaltia són:
- Pèrdua de força i sensibilitat a les extremitats inferiors i posteriorment a les superiors, tronc i nervis cranials. El dèficit motor ocasiona al principi una disminució de la flexió dorsal dels peus, la qual progressa fins a provocar una deformitat anomenada peu equí (la part anterior del peu queda inclinada cap avall i el taló no es recolza al terra) que comporta greus alteracions de la marxa.[11]
- Afeccions digestives.[12] Alguns pacients cursen amb diarrea refractària, sagnat intestinal i malnutrició.[13]
- Problemes cardiocirculatoris (predominantment alteracions de la pressió arterial i/o trastorns del ritme cardíac), provocats per l'afectació del SNA.[14] En certs casos, les anomalies funcionals del sistema de conducció elèctrica del cor són greus i fan necessari implantar un marcapassos.[15] No és rara l'aparició d'una cardiomiopatia per amiloïdosi.[16]
- Disfunció renal, que pot evolucionar cap a una insuficiència renal crònica tributària d'hemodiàlisi.[17]
- Opacitat del vitri,[18] xeroftàlmia, glaucoma secundari[19] i alteracions retinals o neuropatia òptica bilateral de naturalesa isquèmica.[20]
- Ocasionalment, poden aparèixer ulceracions perforants als palmells de les mans.[21]

## Tractament de la malaltia
Des de la dècada de 1990 s'han desenvolupat diversos tractaments, alguns d'ells en fase d'assaig clínic (patisiran, inotersen). Una línia de recerca prometedora és el disseny de nous fàrmacs basats en oligonucleòtids antisentit. A hores d'ara, només estan acceptades com a teràpies confiables el tafamidis i el trasplantament hepàtic.
En la PAF el tafamidis (un estabilitzador cinètic de la TTR) aconsegueix retardar la progressió neurològica amb la consegüent millora de la qualitat de vida, depenent molt la seva eficàcia del grau de dany nerviós basal previ a l'administració del fàrmac; mentre que l'objectiu del trasplantament és prevenir la formació de depòsits d'amiloide addicionals, ja que el 95% de la TTR mutada es sintetitza en el fetge. El trasplantament intenta estabilitzar la infermetat, però no corregeix les lesions preexistents.
Vista l'escassetat d'òrgans per al tractament de les malalties hepàtiques (agudes o cròniques), una de les solucions per a incrementar la disponibilitat de fetges per a trasplantar és la pràctica anomenada 'trasplantament dòmino', que consisteix a trasplantar d'un donant cadàver a un pacient afectat d'una PAF i després fer servir el seu fetge per a trasplantar-lo a un pacient afectat d'una hepatopatia terminal o d'un tumor hepàtic maligne augmentant així la seva supervivència. És un mètode que pot comportar certes complicacions a llarg termini, de forma ocasional i segons quina sigui la mutació causant de la PAF, com ara la reproducció de la malaltia original en el receptor. A banda de la producció de TTR mutada, el fetge dels pacients amb PAF és funcionalment
i anatòmicament normal. El procediment dòmino obliga a modificar la metodologia operatòria en el donant i en el receptor, ja que s'han de repartir els pedicles vasculars de forma que siguin suficients per ambdós. Els avenços tècnics han minimitzat aquest problema, sent considerada a hores d'ara una actuació segura des del punt de vista quirúrgic.

## Incidència de la malaltia a les Illes Balears
A Mallorca s'ha detectat un important nombre de casos de malaltia d'Andrade que constitueix el cinquè focus mundial, després de Portugal, el Japó, el Brasil i Suècia, apreciant-se a l'illa un augment anual d'afectats i portadors que no han desenvolupat la malaltia. A Huelva, al municipi de Valverde del Camino, també existeix un petit focus endèmic.
La malaltia afecta una baixa proporció de la població mallorquina (els metges especialistes de la malaltia d'Andrade estimen uns 500 casos a Mallorca) i, per tant, es considera una malaltia rara. Tanmateix es considera que la PAF de tipus 1 constitueix un problema de salut pública per a l'illa de Mallorca, a causa del progressiu augment de nous casos, del poder de transmissió que té, de la discapacitat que ocasiona i per les elevades despeses sanitàries i de seguretat social. L'única alteració biomolecular detectada en els malalts balears és la TTR Met 30 heterozigota, un fet que simplifica la metodologia diagnòstica.
Hi ha tres hipòtesis sobre l'existència de la malaltia d'Andrade a Mallorca:
- La primera és que el gen d'Andrade l'haurien dut a Mallorca els portuguesos que, al segle xiii, hi van arribar amb l'infant Pere de Portugal, que va ser la màxima autoritat a l'illa durant 26 anys (1231-1256). Aquests portuguesos van colonitzar el 5% de l'illa.
- La segona és que la mutació podria haver arribat més endavant, a començaments del s. XIV, durant els viatges navals portuguesos, amb els assentaments de les tropes a Mallorca.
- La tercera es deuria a l'arribada de 150 portuguesos el 1394 per a repoblar el famós "gueto de Palma" després del genocidi en 1391.